# Űrcowboyok
Az Űrcowboyok (eredeti cím: Space Cowboys) 2000-ben készült amerikai kaland-filmdráma, amelyet Clint Eastwood rendezett és készített. A főszerepben Eastwood, Tommy Lee Jones, Donald Sutherland és James Garner látható, mint négy idősebb „volt tesztpilóta”, akiket az űrbe küldenek, hogy megjavítsanak egy régi szovjet műholdat.
A filmet 2000. augusztus 4-én mutatták be.

## Cselekmény
Amikor Frank Corvin (Clint Eastwood) nyugdíjas mérnököt egy meghibásodott műhold megmentésére hívják, ragaszkodik hozzá, hogy ugyancsak idős csapattársai is elkísérjék az űrbe.

## Szereplők
| Karakter           | Színész            | Magyar hang       |
| ------------------ | ------------------ | ----------------- |
| Frank Corvin       | Clint Eastwood     | Reviczky Gábor    |
| Hawk Hawkins       | Tommy Lee Jones    | Vass Gábor        |
| Jerry O'Neill      | Donald Sutherland  | Helyey László     |
| Tank Sullivan      | James Garner       | Dobránszky Zoltán |
| Bob Gerson         | James Cromwell     | Bács Ferenc       |
| Sara Holland       | Marcia Gay Harden  | Kovács Nóra       |
| Eugene Davis       | William Devane     | Forgács Gábor     |
| Ethan Glance       | Loren Dean         | Görög László      |
| Roger Hines        | Courtney B. Vance  | Csőre Gábor       |
| Barbara Corvin     | Barbara Babcock    | Tóth Judit        |
| Vosztov tábornok   | Rade Serbedzija    | Borbiczki Ferenc  |
| Dr. Anne Caruthers | Blair Brown        | Nyírő Bea         |
| Önmaga             | Jay Leno           | Beregi Péter      |
| Picur              | Nils Allen Stewart | Zágoni Zsolt      |
| Jason              | Chris Wylde        | Simonyi Balázs    |
| NASA-technikus     | James MacDonald    | Holl Nándor       |
| Frank fiatalon     | Toby Stephens      | Schmied Zoltán    |
| Hawk fiatalon      | Eli Craig          | Welker Gábor      |
| Jerry fiatalon     | John Asher         | Seder Gábor       |
| Tank fiatalon      | Matt McColm        | Bodrogi Attila    |
| Gerson fiatalon    | Billie Worley      | Megyeri János     |

## A film készítése
A forgatás 1999 júliusában kezdődött és három hónapig tartott. A jeleneteket a texasi Houstonban található Johnson Űrközpontban, valamint a floridai Kennedy Űrközpontban és a Cape Canaveral légierő állomáson forgatták.

## Bevétel
A film az Amerikai Egyesült Államokban több mint 90 millió dolláros bevételt hozott, nemzetközileg pedig további 38 millió dollárt, összesen világszerte 128,8 millió dollárt gyűjtött.

## Fordítás
- Ez a szócikk részben vagy egészben  a   Space Cowboys című angol Wikipédia-szócikk fordításán alapul.  Az eredeti cikk szerkesztőit annak laptörténete sorolja fel. Ez a jelzés csupán a megfogalmazás eredetét és a szerzői jogokat jelzi, nem szolgál a cikkben szereplő információk forrásmegjelöléseként.